# Batalla de Cissa
La batalla de Cissa va ser un enfrontament bèl·lic que va tenir lloc durant de la Segona Guerra Púnica.
Es va iniciar a la tardor de l'any 218 aC al sud de Cissa, (actualment s'estan fent excavacions al nord de Valls que semblen confirmar que era la ciutat de Cissa). L'exèrcit romà, sota Gneu Corneli Escipió, va derrotar un exèrcit cartaginès en desavantatge numèric comandat per Hannó i per tant, va obtenir el control del territori al nord de l'Ebre, del que Hanníbal Barca s'havia apoderat uns mesos abans, l'estiu de 218 aC. Aquesta va ser la primera batalla que els romans disputaven al territori de l'actual Catalunya.

## Situació estratègica
Després de la conclusió amb èxit del Setge de Saguntum, Hanníbal Barca va deixar descansar al seu exèrcit, i l'estiu de 218 aC, havien començat a avançar cap a la península Itàlica amb 90.000 infants i 12.000 genets (segons Polibi), o amb 46.000 homes a peu i 10.000 a cavall. Havia passat l'estiu conquerint la regió situada al nord de l'Ebre. Després de sotmetre a les tribus ibèriques, però deixant tranquil·les les ciutats gregues, Hanníbal va creuar la Gàl·lia per continuar la seva marxa a Itàlia, deixant un contingent de guàrdia dels territoris acabats de conquerir i enviant als 10.000 soldats menys fiables cap a casa.

## Preparatius romans
L'armada romana va mobilitzar l'any 219 aC 220 quinquerrems per a donar suport als seus a la Segona Guerra Il·lírica. El cònsol Tiberi Semproni Llong va rebre quatre legions (dues de romanes i dues d'aliades, 8.000 romans a peu i 16.000 aliats i 600 genets romans i 1.800 aliats) i les instruccions de navegar per l'Àfrica acompanyat per 160 quinquerrems. Publi Corneli Escipió va rebre al seu torn quatre legions (8.000 romans i 14.000 aliats infants i 600 romans i 1.600 aliat a cavall) i es va dirigir cap a Hispània acompanyat per 60 vaixells. Nogensmenys, les tribus gal·les dels Bois i els Insubres havien atacat les colònies romanes del nord d'Itàlia, obligant a Escipió a destinar part de les forces allà, i la substitució per legions fresques va retardar la seva sortida.
Si bé Hanníbal va marxar a través de la Gàl·lia, Escipió havia desembarcat amb el seu exèrcit a la ciutat grega aliada de Massàlia (Marsella). A continuació, va enviar una patrulla de cavalleria al nord fins a la vora oriental del riu Roine, on es va enfrontar amb força a la cavalleria lleugera númida, expulsant els cartaginesos després de lluitar en una dura escaramussa. Escipió va seguir cap al nord des de la seva base, mentre que Hanníbal es dirigia cap a l'est dels Alps. Un cop desert el campament cartaginès, Escipió va saber que Hanníbal es trobava a tres dies de marxa, i va decidir enviar les seves forces a Hispània, sota el comandament del seu germà gran, Gneu Corneli Escipió, que era cònsol des del 221 aC, en tant que ell mateix va reorganitzar al nord d'Itàlia les defenses contra Hanníbal.

## Preludi
Àsdrubal Barca, germà d'Hanníbal, tenia 12.650 soldats d'infanteria, 2.550 a cavall i 21 elefants a les possessions cartagineses al sud de l'Ebre. Hanníbal v a deixar a Hannó amb 10.000 infants i 1.000 genets, guarnint el recent conquerit territori al nord de l'Ebre. Aquest Hannó ha estat identificat per diversos autors com el nebot d'Hanníbal (fill d'Àsdrubal el Bell), un germà o potser sense cap relació amb els Bàrcides.
Gneu Corneli Escipió, amb 20.000 soldats d'infanteria (dues legions romanes i dues d'aliades), 2.200 de cavalleria i 60 quinquerrems, salpà de Massàlia i aterrà a Empúries. Les ciutats gregues d'Empúries i Tàrraco van donar la benvinguda als romans, i Gneu començà a guanyar-se les tribus ibèriques al nord de l'Ebre. Àsdrubal Barca, després de ser advertit de l'expedició romana, va marxà cap al nord amb un exèrcit de 8.000 soldats d'infanteria i 1.000 de cavalleria a unir-se a Hannó.

## Batalla
Hannó havia estat completament sorprès per l'arribada dels romans a Hispània. En veure que el poder cartaginès sobre les recent conquerides tribus del nord s'acabava degut a les activitats d'Escipió, va decidir d'oferir batalla. Hannó va avançar i va atacar els romans al nord de Tàrraco, a prop de Cesse. Els exèrcits es van enfrontar a camp obert, i les dues parts van maniobrar amb eficiència. Com que menava un exèrcit molt inferior, Hannó va ser derrotat amb relativa facilitat, perdent 6.000 homes a la batalla. Per altra banda, els romans van aconseguir capturar el campament cartaginès, junt amb 2.000 presoners (entre ells, el mateix Hannó). Al campament figuraven tots els equipatges deixats per Hanníbal. Entre els presos també s'incloïa Indíbil, un influent cabdill ilerget que causaria més tard greus problemes als romans. Les legions romanes van irrompre també a la ciutat de Kese, i per a frustració dels romans, no contenia cap botí valuós.

## Conseqüències
Escipió es va convertir en amo de tot el territori al nord de l'Ebre. Àsdrubal, que va arribar massa tard per ajudar Hannó (encara que no era suficientment fort per a atacar els romans), va travessar el riu i va enviar una columna que va forçar els romans a una escaramussa. Aquesta força va capturar mariners romans i va infligir un dur colp a la flota romana, que de 60 va baixar a 35 naus. Tanmateix, la flota romana va conquerir les possessions cartagineses a Hispània. El prestigi romà es restablia a Hispània, mentre que els cartaginesos van patir una important derrota. Després de castigar els oficials a càrrec dels contingents navals per la laxitud de la seva disciplina, Escipió i l'exèrcit romà van hivernar a Tàrraco. Àsdrubal es va retirar a Carthago Nova després de la deserció d'algunes ciutats aliades al sud de l'Ebre.
Si Hannó hagués guanyat la batalla, hagués estat possible enviar reforços de la Hispània cartaginesa a Hanníbal a partir de 217 aC. Aquesta batalla va dur als mateixos resultats d'Escipió a Hispània com la batalla de Trèbia duria a Hanníbal a la península Itàlica: l'assoliment d'una base d'operacions, i guanyar-se a alguna tribu nadiua com a font de provisions i reclutes. També va tallar la comunicació per terra d'Hanníbal. Escipió no va posar en marxa immediatament una campanya en territori enemic al sud del riu. Tampoc no s'arriscava a perdre la seva base, com faria Hanníbal en un futur proper. Escipió prendrà temps per a consolidar les seves noves possessions, subjugar o aliar-se amb les tribus ibèriques i practicar incursions en territori cartaginès. Aquestes activitats van ser la base per a les futures operacions a Hispània.